# دييغو أوزكي
دييغو أوزكي (بالإسبانية: Diego Auzqui)‏ هو لاعب كرة قدم أرجنتيني في مركز الوسط، ولد في 19 أكتوبر 1989 في بوينس آيرس في الأرجنتين. لعب مع Club Atlético Villa San Carlos ‏.

## وصلات خارجية
- دييغو أوزكي على موقع قاعدة بيانات كرة القدم.إي يو (الإنجليزية)
- دييغو أوزكي على موقع Soccerway.com (الإنجليزية)